# Unterseeboot U-119 (1918)
Pour les autres navires du même nom, voir Unterseeboot 119.
L'Unterseeboot U-119 est l’un des 329 sous-marins servant dans la Kaiserliche Marine pendant la Première Guerre mondiale. Il a participé à la guerre navale et à la première bataille de l'Atlantique.

## Conception
Les sous-marins de type UE II ont été précédés par les sous-marins de type UE I, plus courts. L'U-119 avait un déplacement de 1164 tonnes en surface et de 1512 tonnes en immersion. Le navire avait une longueur hors tout de 81,52 m, un maître-bau de 7,42 m, un tirant d'air de 10,16 m et un tirant d'eau de 4,22 m. Le sous-marin était propulsé par deux moteurs de 2400 ch (1800 kW) en surface et deux moteurs de 1200 ch (880 kW) en immersion. Il avait deux arbres d'hélice et deux hélices de 1,61 m de diamètre. Il était capable d’opérer à des profondeurs allant jusqu’à 75 m.
La vitesse maximale du sous-marin était de 14,7 nœuds (27,2 km/h) en surface et de 7 nœuds (13 km/h) en immersion. Il pouvait parcourir 13900 milles marins (25700 km) à 8 nœuds (15 km/h) en surface et 35 milles marins (65 km) à 4,5 nœuds (8,3 km/h) en immersion. L'U-119 était armé de quatre tubes lance-torpilles de 50 centimètres installés à l’avant avec quatorze torpilles, deux goulottes pour mines de 100 centimètres installées à l’arrière avec quarante-deux mines, et un canon de pont de 15 cm SK L/45 avec 494 obus. Il avait un équipage de quarante hommes, trente-six matelots et quatre officiers.

## Affectations
- I Flottille : de début inconnu au 11 novembre 1918.

## Commandants
- Kapitänleutnant Edmund Pauli[3] : du 20 juin 1918 au 11 novembre 1918